# Glyptaesopus phylira
Glyptaesopus phylira é uma espécie de gastrópode do gênero Glyptaesopus, pertencente a família Borsoniidae.